# Взаимодействие
Взаимоде́йствие — базовая философская категория, отражающая процессы воздействия объектов (субъектов) друг на друга, их изменения, взаимную обусловленность и порождение одним объектом других. 

## Описание
По сути, взаимодействие представляет собой разновидность опосредованной или непосредственной, внутренней или внешней связи; при этом свойства любых объектов могут быть познанными или проявить себя только во взаимодействии с другими объектами. Философское понятие взаимодействия, нередко выступая в роли интеграционного фактора, обуславливает объединение отдельных элементов в некий новый вид целостности, и, таким образом, имеет глубокую связь с понятием структуры. В качестве примера можно привести электромагнитное взаимодействие между атомным ядром и электронными оболочками, которое создаёт более сложную структуру — атом.
Взаимодействие — объективная и универсальная форма движения, развития, которая определяет существование и структурную организацию любой материальной системы.
Теории Арнольда Гэйлинкса, которая должна объяснить взаимодействие души и тела называется Окказионализм (causa occasionalis — случайная причина).